# Kees Aarts

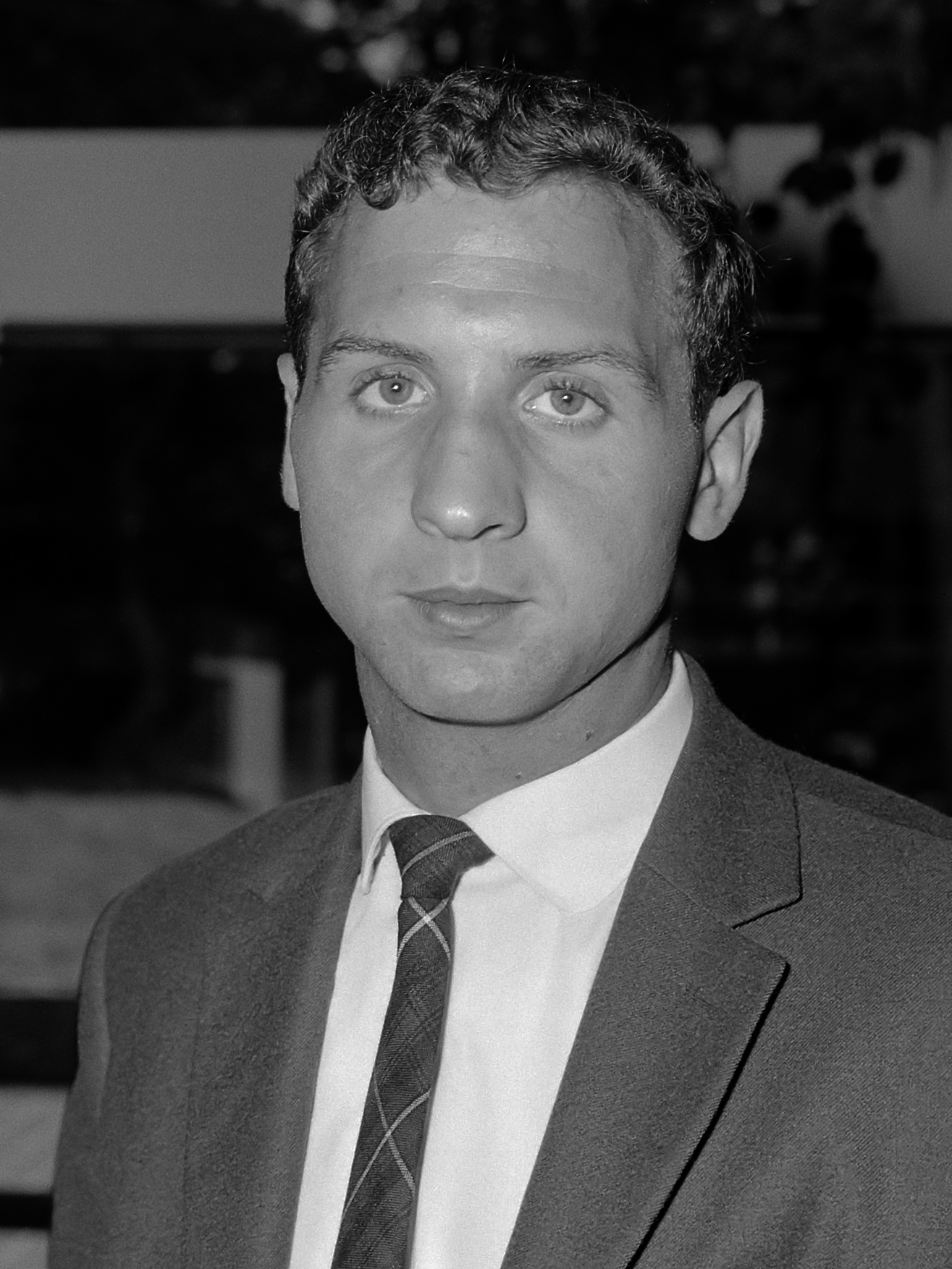
Kees Aarts (1965)

Cornelius „Kees“ Aarts (* 30. November 1941 in Baarle-Nassau; † 16. November 2008 in Den Haag) war ein niederländischer Fußballspieler.
Aarts war für ADO Den Haag von 1963 bis 1969 sechs Spielzeiten in der Eredivisie aktiv. Er stand mit den Haagern unter Trainer Ernst Happel viermal im Pokalfinale und gewann den Pokal 1968. Beim 2:1-Sieg im Pokalfinale am 3. Juni 1968 gegen Ajax Amsterdam trug der Stürmer das Tor zum 2:0 vor der Pause bei. Anschließend spielte er für ADO auch im Europapokal und war in allen vier Partien gegen den Grazer AK und den 1. FC Köln im Einsatz; er erzielte dabei gegen die Österreicher einen Treffer. Darüber hinaus spielte er auch für Willem II und die Go Ahead Eagles; im Laufe seiner Karriere erzielte er insgesamt 79 Tore in der Eredivisie.
1966 wurde er einmal in die niederländische Nationalmannschaft berufen. Unter Bondscoach Georg Keßler spielte er am 18. September 1966 bei der 1:2-Niederlage in Wien gegen Österreich.